# Classe Perla
A Classe Perla era uma classe de submarinos italianos costeiros. Situado em 1935 da série, o terceiro da série 600, 10 unidades a partir do nome de minerais foram utilizados durante a Segunda Guerra Mundial.
Durante a Guerra Espanhola, os submarinos Iris carga foram "emprestados" para a marinha falangista, respectivamente, tomando o nome de Gonzales e Lopez Aguilar Tablada, no contexto da ajuda italiana ao regime de Franco.
Estas unidades ganharam alguns sucessos, como o naufrágio do Bonaventure, e vários naufrágios de danos marinha mercante.
Dois barcos da classe, Iris e Amber foram processadas para o meio de transporte de mergulhadores ataque. O Iris se afundou em 1940 durante a primeira tentativa falhada para atacar a base de Alexandria.
Uma verdadeira empresa foi transferida a partir da base da Pérola de Massawa, a Eritreia, a ponto de cair junto com o resto da África Oriental Italiana nas mãos das tropas britânicas na base Betasom Atlântico, Bordeaux, fez da Cruz a circunavegação da África e depois retornar para o Mediterrâneo através do Estreito de Gibraltar.